# Беднягина (хутір)
Бедня́гина (Кубанець) — хутір в Тимашевському районі Краснодарського краю, утворює сільське поселення Кубанець (за назвою бюджетоутворюючого підприємства — радгоспу «Кубанець»).
Населення 2 650 осіб.
Хутір розташовано вздовж берегів річки Кірпільці (притока Кірпілі) у степовій зоні. Залізнична платформа «61 км» на лінії Краснодар — Тимашевськ (11 км).